# Elizabeth Chambers Morgan
Elizabeth Chambers Morgan (16 de junio de 1850 - 11 de febrero de 1944) fue una organizadora laboral estadounidense, reformadora social y agitadora socialista radicada en Chicago, Illinois. Ella emigró a los Estados Unidos desde Inglaterra con su marido Thomas J. Morgan en 1869. Ella es conocida por exponer condiciones de explotación en Chicago. De 1888 a 1895 fue la mujer líder en el movimiento obrero de Chicago.

## Infancia
Elizabeth nació el 16 de junio de 1850, en Birmingham, Inglaterra. Sus padres, Thomas y Sarah Chambers eran trabajadores de una fábrica. Ella tenía nueve hermanos y recibió poca educación formal. A los once años comenzó a trabajar en un molino. Ella trabajaba entre diez y dieciséis horas por día. En enero de 1868 se casó con Thomas J. Morgan, un maquinista . En 1869 la pareja emigró a los Estados Unidos para buscar mejores oportunidades. Se instalaron en Chicago, donde Thomas encontró trabajo como albañil y maquinista, y se hizo cargo de sus hijos, Thomas S. y Annie.
Durante el pánico de 1873, Thomas Morgan estuvo sin trabajo durante quince semanas. La familia experimentó pobreza y hambre. Esto motivó a los Morgan a convertirse en activistas laborales y socialistas. La pareja tuvo una relación igualitaria que facilitó que Elizabeth Morgan se convirtiera en una líder sindical por derecho propio.

## Organización laboral
Morgan fue un miembro fundador de los Soberanos de la Industria desde su establecimiento en 1874. Se convirtió en miembro de los Caballeros del Trabajo en 1881 y el maestro trabajador del capítulo local 1789. Ella fue la delegada local de 1789 en el comercio de Chicago y La Asamblea del Trabajo, una asociación sindical. Según Ralph Scharnau, de 1888 a 1895 Morgan fue la mujer más importante en el movimiento obrero de Chicago. En junio de 1888 encabezó el esfuerzo por establecer el Sindicato Federal de Trabajadores Femeninos No. 2703. Se desempeñó como secretaria del Sindicato y fue su delegada en la Asamblea de Comercio y Trabajo de Chicago. En cuatro años, el Sindicato de Trabajadores Federales inició veintitrés nuevos sindicatos de artesanas para mujeres, todos contratados por la Federación Estadounidense del Trabajo (AFL).
En 1894 fue la única delegada femenina en la convención de AFL y representó a la Unión Federal de Damas No. 2703. En la convención, fue nominada para el puesto de Primera Vicepresidenta, la primera mujer en postularse para un puesto de AFL superior. Aunque Morgan perdió, el apoyo que recibió mostró que los miembros de la AFL la tenían en alta estima.

## Alianza de Mujeres de Illinois
En 1888, el Chicago Times publicó varios artículos sobre las condiciones horrendas" de las fábricas explotadoras y fábricas de la ciudad. Morgan usó los artículos para reunir y unir a mujeres socialistas, trabajadoras de asentamientos y sindicalistas. Posteriormente, la coalición fundó la Alianza de Mujeres de Illinois . La misión declarada de la Alianza era "prevenir la degradación moral, mental y física de mujeres y niños ... empleados como trabajadores asalariados. La Alianza colaboró con otros grupos de mujeres y fomentó la cooperación entre clases. El trabajo de Morgan la puso en contacto con Florence Kelley y Mary Kenney O'Sullivan , así como con la Asociación de Sufragios del Condado de Cook.
La Alianza de Mujeres de Illinois determinó que 50,000 niños de entre siete y catorce años trabajaban en talleres clandestinos o deambulaban por las calles durante el día. Para combatir esto, la Alianza presionó al Concejo Municipal de Chicago y al Consejo de Educación de Chicago para que designen oficiales adicionales de ausencias injustificadas, construyan más escuelas y establezcan fondos para ayudar a los niños necesitados a asistir a la escuela. La Alianza presionó para reducir la edad escolar de ocho a seis y aumentar el número obligatorio de semanas escolares de doce a cuarenta. El 1 de julio de 1889, la Asamblea General de Illinois votó a través de la Ley de Educación Obligatoria reduciendo la edad escolar a siete y extendiendo el número de semanas escolares a dieciséis. La Alianza de Mujeres de Illinois continuó impulsando la reforma. Posteriormente, la Junta de Educación nombró oficiales de ausentismo escolar adicionales, tres mujeres y un hombre. La Alianza estaba detrás del nombramiento por parte del Comisionado de Salud de cinco mujeres inspectoras de fábricas, así como de una campaña exitosa para construir más escuelas. La Alianza patrocinó una campaña de indumentaria para niños necesitados y logró que una mujer de la Alianza formara parte de la Junta de Educación de Chicago.